# Ju Jeun
Ju Jeun (koreaiul: 유예은; 2003 –) dél-koreai csodagyermek, aki zongorán játszik. Vakon jött a világra, soha nem tanult szervezett keretek között zongorázni, de úgy el tud játszani dalokat, hogy csak egyszer hallotta azokat. Hároméves kora óta zongorázik. Egyszer édesanyja éneklése után kezdett el játszani. Azóta úgy „tanul meg” dalokat, hogy a számítógépen zeneszámokat hallgat. A kislányt örökbe fogadták. A Britain’s Got Talent műsorban híressé vált Connie Talbottal is volt egy közös előadása a dél-koreai Star King című televíziós műsorban.
Ju Jeun a régóta énekelő szingapúri Rahimah Rahim énekessel közösen szerepelt Li Hszien-long szingapúri miniszterelnök előtt a Fiatal Nők Muzulmán Szervezete alapításának 55. évfordulója alkalmából 2008. július 4-én rendezett ünnepségen.